# Międzynarodowy Dzień Spółdzielczości
Międzynarodowy Dzień Spółdzielczości, ang. International Co-operative Day, ICA – coroczne święto obchodzone w pierwszą sobotę lipca ustanowione przez Zgromadzenie Ogólne ONZ w 1994 roku (rezolucja 49/155 z 23 grudnia).
W 1995 roku Sejm Rzeczypospolitej Polskiej proklamował dzień 1 lipca dniem spółdzielczości.